# Rudi Milatz
Rudolph Milatz (* 3. August 1903 in Hummelshain, Thüringen; † 24. Februar 1979 in Sehnde) war ein deutscher Pflanzenbauwissenschaftler. Sein Arbeitsgebiet war die Erarbeitung von Kriterien bei landwirtschaftlichen Kulturpflanzen und ihre Bewertung zur Identifizierung von Sorten.

## Leben
Rudi Milatz, Sohn eines Zollbeamten, studierte von 1923 bis 1926 Landwirtschaft an der Universität Leipzig und war anschließend bis 1934 als wissenschaftlicher Sachbearbeiter am Institut für Pflanzenbau und Pflanzenzüchtung der Universität Leipzig tätig. Im Auftrag des Deutschen Landwirtschaftsrates bearbeitete er hier das Problem der Eigenständigkeit von Hafersorten und schuf die Grundlagen für eine Sortenbereinigung. 1931 promovierte er in Leipzig unter der Ägide von Adolf Zade mit einer Dissertation über die Anwendung der biologischen Variationsstatistik zur Unterscheidung von Getreidesorten.
1934 wurde Milatz in die Hauptabteilung II des Reichsnährstandes nach Berlin berufen mit dem Auftrag, Prüfungsstellen des Sortenregisters für alle landwirtschaftlichen und gärtnerischen Kulturpflanzenarten einzurichten. In den folgenden Jahren entstanden in Deutschland zwölf Prüfungsstellen. 1943 wurde die Reichssortenregisterstelle nach Nossen in Sachsen verlegt. Hier konnte Milatz seine Tätigkeit auch nach 1945 fortsetzen. 1948 wurde er von der sowjetischen Militäradministration entlassen. Von 1949 bis 1967 war er Leiter der Registerprüfung für die landwirtschaftlich genutzte Pflanzenarten beim Sortenamt für Nutzpflanzen (Bundessortenamt) in Rethmar bei Hannover.
Die Ergebnisse seiner Studien über Hafersorten veröffentlichte Milatz nach 1933 in mehreren Fachzeitschriften, zusammenfassend 1936 in den „Landwirtschaftlichen Jahrbüchern“. Als seine bedeutendste Publikation gilt das 1970 erschienene Buch „Kriterien der Getreidearten einschließlich Mais und ihre Bewertung zur Sortenidentifizierung“ – bis heute ein Standard- und Nachschlagewerk für die Beurteilung von Sorteneigenschaften.

## Publikationen (Auswahl)
- Die Anwendung der biologischen Variationsstatistik zur Unterscheidung von Getreidesorten in kritisch-experimenteller Betrachtung. Diss. phil. Univ. Leipzig 1931. – Zugl. in: Wissenschaftliches Archiv für Landwirtschaft Abt. A, Archiv für Pflanzenbau. Band 6, 1931, S. 260–298.
- Neue Hafersortenmerkmale. In: Angewandte Botanik. Band 15, 1933, S. 481–518.
- Der Hafer im Sortenregister. In: Landwirtschaftliche Jahrbücher. Band 83, 1936, S. 3–152. – Zugl. als Separatdruck bei Verlagsbuchhandlung Paul Parey Berlin 1936.
- Weg und Arbeit des deutschen Sortenregisters. In: Der Forschungsdienst. Band 3, 1937, S. 345–357.
- Kriterien der Getreidearten einschließlich Mais und ihre Bewertung zur Sortenidentifizierung. Dargestellt auf Grund praktischer Erfahrungen und wissenschaftlicher Erkenntnisse. Herausgegeben vom Verband Deutscher Pflanzenzüchter e. V. Bonn 1970.